# Calle del Muro de Santa Ana
La calle del Muro de Santa Ana es una vía pública de la ciudad española de Sagunto.

## Descripción
La vía nace de la calle de los Caballeros y muere después de cruzarse con la del Acueducto. Lleva el nombre por un muro que corría paralelo a la calle y por el convento de monjas Servitas de Santa Ana. Aparece descrita en el Nomenclator de las calles, plazas y puertas antiguas y modernas de la ciudad de Sagunto (1901) de Antonio Chabret y Fraga con las siguientes palabras:

Muro de Santa Ana (calle del). Empieza en la calle de Gilet y desemboca en el monte. La denominación proviene del trozo de muro que corre paralelo á la calle, desde el extremo Occidental del Castillo y del nombre del barrio en que radica, que tiene el convento de monjas Servitas de Santa Ana. El muro de esta calle, en su unión con la ex-puerta de Teruel, es de sillares de grandes proporciones, bien labrados, con algunos restos de otras construcciones antiguas, consistentes en bajo relieves, y la parte superior es de tapiería. El trozo de muro de piedra tiene 9 metros de extensión por 3'36 de altura, y después continua hasta unirse con el Castillo, conteniendo, de trecho en trecho, torres cuadradas y redondas, que le imprimen carácter de fortificación medioeval.
(Chabret y Fraga, 1901, p. 69)